# Air-Conditioning Show
Air-Conditioning Show (ou Air Show) est une installation d'art contemporain réalisée par Art & Language, un collectif d'artistes conceptuels anglo-saxon, elle contient un climatiseur allumé, installé dans un espace muséal aux dimensions et à la température variables, produisant un certain volume d’air conditionné.

## Historique
Ce collectif créé en 1968 a produit pendant une dizaine d'années de très nombreux textes sur différents supports, textes en général critiques ou auto-réflexifs. Ils sont à l'origine de la publication de la revue Art-Language. Cette installation intitulée Air-Conditioning Show (ou Air Show) est présentée dans un premier temps en 1966-1967 sous la forme d’un projet dont les textes et croquis afférents sont distribués par les artistes, puis d’une série d’expositions, accompagnées de ces mêmes documents. Cette installation est accompagnée de textes d'études (Study for the  Air-Conditioning Show), de détails techniques sur l'équipement utilisé (Three Vocabularies for the Air Show), et de  remarques générales (Remarks on Air-Conditioning et Frameworks-Air Conditioning),.

## Analyse
Le but de l'installation est moins de désigner un nouvel objet, plus ou moins inhabituel, comme œuvre d’art, que de remettre en question nos certitudes les plus établies sur la nature de l’art et sa relation à son contexte, tant discursif qu’institutionnel. Mettant en exergue le contexte et l’environnement de l’institution, soit le regroupement d’objets disparates dans un lieu donné, Air-Conditioning Show (ou Air Show)  n’expose rien si ce n’est l’espace lui-même et, dans son cas précis, le système de régulation thermique du musée.
| Titre                               | Emplacement                                                                  | Ville      | Pays   | Technique    | Année |   | Illus. |
| ----------------------------------- | ---------------------------------------------------------------------------- | ---------- | ------ | ------------ | ----- | - | ------ |
| Air Show (ou Air-Conditioning Show) | Château de Montsoreau - musée d'Art contemporain Collection Philippe Méaille | Montsoreau | France | Installation | 1967  | 1 |        |